# 회사 정리 절차
회사정리절차 또는 법정관리는 회사정리법에 따라 회사를 갱생시키는 절차이다.
재정적 궁핍으로 파탄에 직면하였으나 갱생의 가망이 있는 주식회사에 관하여 채권자·주주 그 밖의 이해관계인의 이익을 조정하며 그 사업의 정리·재건을 꾀하는 절차이다(회사정리법 1조). 2006년부터 시행된 법정관리는 ‘채무자 회생 및 파산에 관한 법률(통합도산법)’에 근거해 법원이 진행하고, 워크아웃은 기업구조조정촉진법(2001년 9월 제정·기촉법)의 적용을 받는다.
법원이 지정한 전문가가 기업과 금융권 사이에 개입해 기업을 파산시키는 것이 나은지, 회생시키는 것이 나은지를 분석한다. 법정관리에 들어가면 채권과 채무가 모두 정지되고 부도를 낸 기업주의 민사상 처벌이 면제된다. 감면받는 채무 범위에도 차이가 있다. 워크아웃은 금융권 채무에 한정되지만, 법정관리는 일반 상거래 채무까지 감면 받는다. 부실기업주 입장에선 일반 하청업체 채무까지 줄일 수 있다는 장점이 있다.
법원이 기업의 신청으로부터 3개월 이내 가부를 심의하며, 법원이 신청을 거부할 경우 파산절차를 밟거나 항고/재항고 할 수 있다. 기존 대우자동차를 매각한 외국계 자동차 기업인 한국지엠(인천 부평구 소재)을 비롯해서, 프랑스 르노에 매각한 일본 최대의 자동차 기업인 닛산자동차, 기아자동차, 쌍용자동차, 르노코리아자동차(구 르노삼성자동차) 등이 제도를 이용한 바 있다.
법정관리에 들어간 회사는 관리종목으로 지정되게 된다.

## 같이 보기
- 회사정리법
- 워크아웃, 자율협약
- 파산. 정리해고